# Joel Sánchez
Joel Sánchez Ramos (17 d'agost de 1974) és un exfutbolista mexicà.

## Selecció de Mèxic
Va formar part de l'equip mexicà a la Copa del Món de 1998.